# Ервін Єстель
Ервін Єстель (нім. Erwin Jestel; 31 березня 1923, Пойкер — 7 липня 1985) — німецький офіцер-підводник, оберлейтенант-цур-зее крігсмаріне.

## Біографія
23 вересня 1940 року вступив на флот. З 1 жовтня 1942 року — 2-й, з липня 1943 року — 1-й вахтовий офіцер на підводному човні U-642. В лютому-квітні 1944 року пройшов курс командира човна. З 17 квітня по 9 липня 1944 року — командир U-6, з серпня 1944 по 5 травня 1945 року — U-1204.

## Звання
- Кандидат в офіцери (23 вересня 1940)
- Морський кадет (1940)
- Фенріх-цур-зее (1 серпня 1941)
- Оберфенріх-цур-зее (1 липня 1942)
- Лейтенант-цур-зее (1 січня 1943)
- Оберлейтенант-цур-зее (1 жовтня 1944)